# 보슬아치
보슬아치는 2006년 한국의 인터넷에 처음 등장한 한국의 유행어이다. 여성의 성기를 의미하는 보지와 벼슬아치의 합성어이다.

## 개요
2006년 한국의 디시인사이드, 다음 아고라 등 일부 인터넷 커뮤니티에서 나타난 유행어로 네이버, 다음 카페 등으로 확산되었다. 누가 처음 창조했는지는 알려져 있지 않다.
2009년부터는 폭넓게 사용된 용어로, 자신이 여자임을 내세워 특권을 주장하고 누리려는 여성들을 의미한다. 여성이라는 위치가 벼슬이라는 속뜻이다. 가부장제가 붕괴되고 개인주의가 정착되어가는 1990년대~2000년대 연애와 결혼에서, 사회생활에서 여성이라는 지위를 이용, 이익만 취하는 일부 여성에 대한 반감과 거부감을 성기에 지칭한 비속으로 표현하였다.

## 같이 보기
- 된장녀
- 인터넷
- 은어